# ウォード法
Ward法（ウォードほう、英: Ward's method）は、クラスター分析の時に使用される、クラスター間の距離を定義する距離関数のひとつ。
今、集合PとQがあるとき、Ward法では、
d(P,Q) = E(P ∪ Q) - E(P) - E(Q)
で定義されるd(P,Q)を、PとQの距離とする。
ただし、E(A)は、Aのすべての点からAの質量中心までの距離の二乗の総和。

## 特徴
ウォード法は、クラスタの各値からその質量中心までの距離を最小化する。そのため、一般に、他の距離関数に比べて分類感度が高いといわれる。